# Gottesackerkirche (Schmölln)

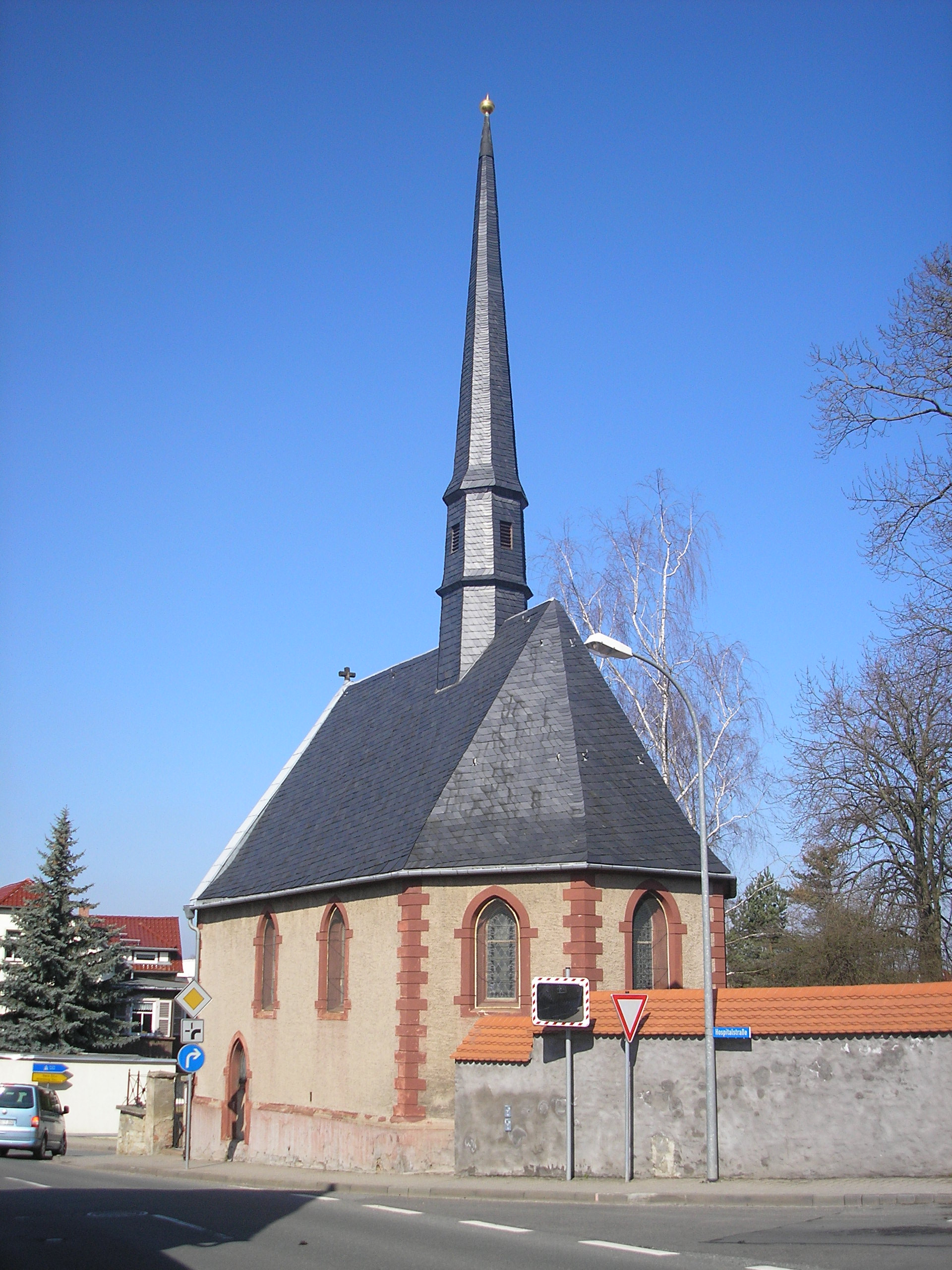
Gottesackerkirche

Die Gottesackerkirche steht in Schmölln, einer Stadt im Landkreis Altenburger Land von Thüringen.

## Beschreibung
Die heutige Friedhofskapelle war die ehemalige Spitalkirche. Die kleine rechteckige Saalkirche wurde um 1482 errichtet. Sie hat einen dreiseitigen Abschluss des Chors. Aus dem schiefergedeckten Satteldach erhebt sich ein spitzer Dachreiter. 1884 wurde die Kirche erneuert. Die Orgel mit 8 Registern, verteilt auf ein Manual und ein Pedal, wurde 1839 von Ernst Poppe & Sohn gebaut und 1913 von Jehmlich Orgelbau Dresden  erneuert.